# Henryk Grabosz
Henryk Wojciech Grabosz ps. „Gwiazda” (ur. 16 lipca 1921 w Mylofie, zm. 29 maja 1988 we Wrocławiu) – partyzant, komendant Oddziału Specjalnego w pow. chojnickim Tajnej Organizacji Wojskowej „Gryf Pomorski”.

## Życiorys
Urodził w rodzinie Wojciecha (leśnika) i Władysławy z d. Pestka. Uczeń gimnazjum w Gdyni. Ojciec Henryka Wojciech kupiec i właściciel sklepu włókienniczego w Czersku został aresztowany przez Niemców w styczniu 1941 za wcześniejszą działalność na rzecz Polski. Zamordowany w KL Auschwitz 10 października 1941 za prowadzenie działalności szpiegowskiej.
W czasie okupacji Henryk Grabosz mieszkał w miejscowości Męcikał w pow. chojnickim. Od 10 listopada 1942 należał do TOW „Gryf Pomorski”. Od stycznia 1944 był komendantem Oddziału Specjalnego nr 3 „Cis” jak również komendantem na Męcikał. Uczestniczył w walce o bunkier „Zielony Pałac” należący do TOW Gryf w dniach 21-22 marca 1944. 
„Bunkier jego oddziału znajdował się w lesie, w pobliżu szosy z Męcikału do Chojnic. Prowadzono dywersję i kolportaż prasy (m.in. gazetka „Gryf Pomorski”). 21 marca 1944 bunkier został otoczony przez oddział policji i Waffen SS. Z okrążenia zdołało się przebić tylko dwóch partyzantów, w tym Grabosz”
Brał również udział w kilku akcjach sabotażowych w tym zniszczenia pił w tartaku w Rytlu, zniszczeniu zapasu spirytusu w Gronowie oraz niszczenia maszyn rolniczych w majątkach niemieckich.
Po wojnie szykanowany przez nowe władze przeprowadził się do Wrocławia, gdzie zmarł.

## Życie prywatne
Żonaty z Teodozją. Mieli dzieci: Mariolę (ur. 1952) i Jaromira (ur. 1958).

## Ordery i odznaczenia
- Krzyż Srebrny Orderu Virtuti Militari nr 167-73-1 z 06.03.1974 nadany przez Radę Państwa PRL[1]
- Złoty Krzyż Zasługi[1]
- Krzyż Partyzancki[1]